# Altendorf (Ausztria)
Altendorf osztrák község Alsó-Ausztria Neunkircheni járásában. 2019 januárjában 331 lakosa volt.

## Elhelyezkedése

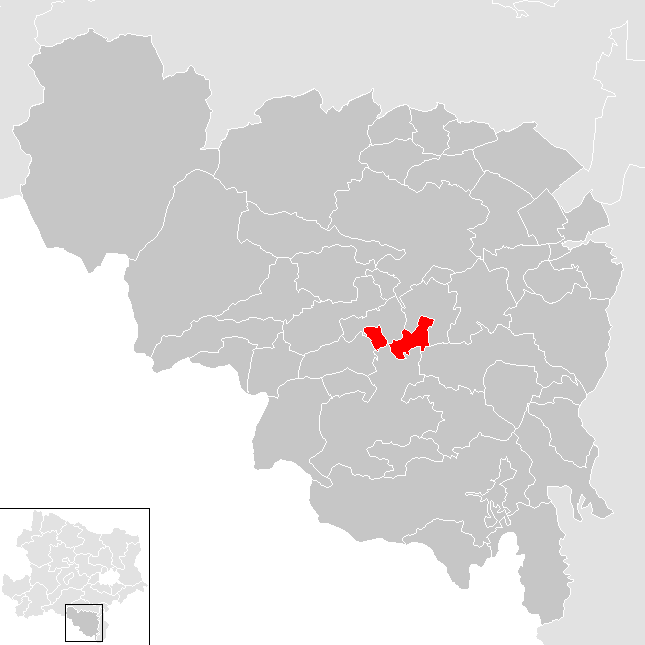
Altendorf a Neunkircheni járásban

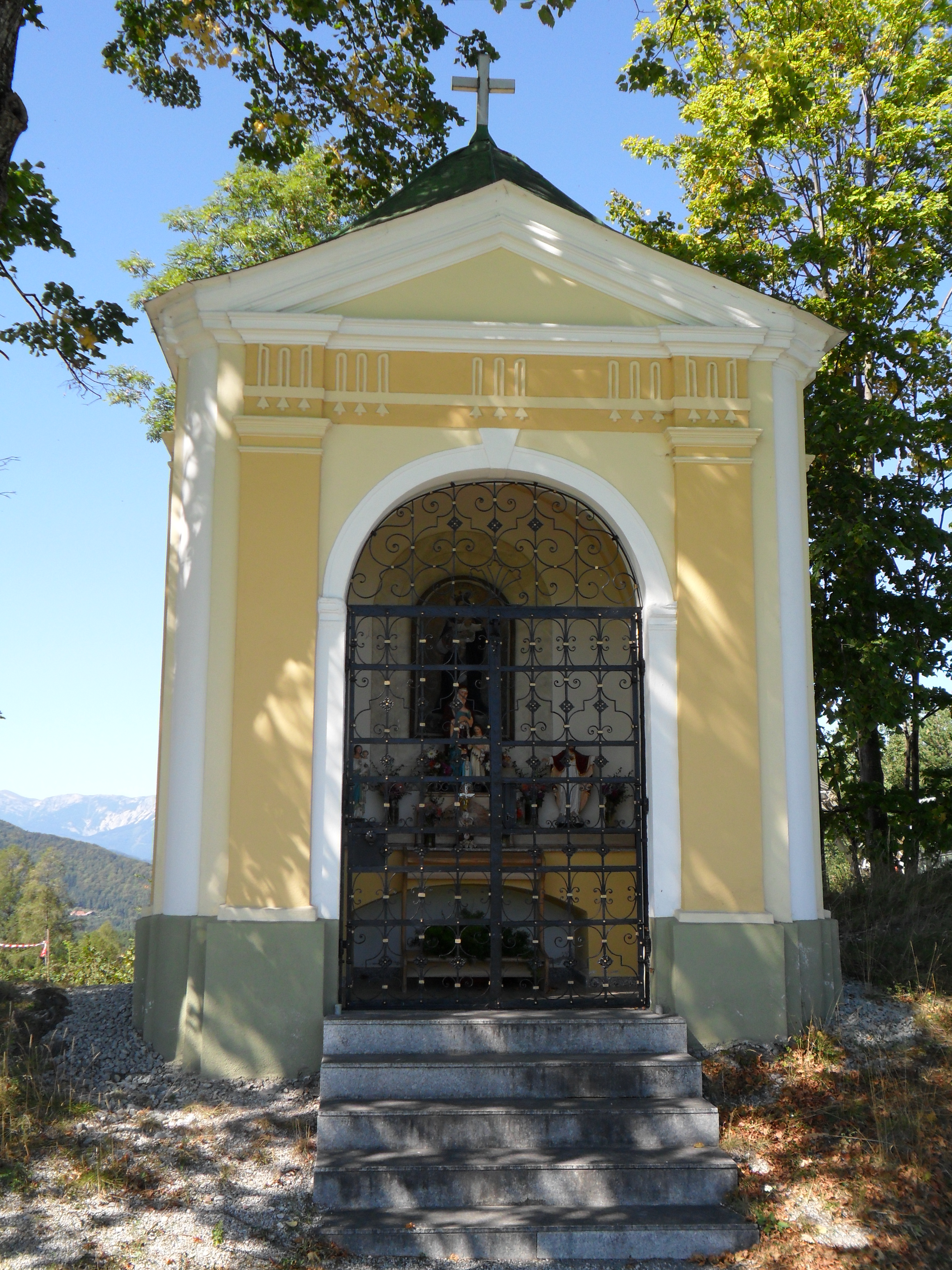
Az 1800-ban épült útmenti kápolna

Altendorf Alsó-Ausztria Industrieviertel régiójában fekszik a Bucklige Welt dombság északi peremén. Területének 61,4%-a erdő. Az önkormányzat 5 településrészt, illetve falut egyesít: Altendorf (179 lakos 2019-ben), Loitzmannsdorf (30), Schönstadl (48),  Syhrn (33) és Tachenberg (41).  
A környező önkormányzatok: északkeletre Grafenbach-Sankt Valentin, délkeletre Warth, délre Kirchberg am Wechsel, nyugatra Raach am Hochgebirge, északnyugatra Enzenreith. Területét Kirchberg két részre választja szét. 

## Története
Altendorfot 1204-ben említik először. A falu 1750-ben is csak tíz házból állt. 1889-ben Tachenberget és Syhrnt a községi önkormányzathoz kapcsolták. 1899-ben megépült az elemi iskola.  
A második világháború végén a szovjetek 1945 április 2-án nyomultak be a község területéhez tartozó erdőbe. A harcokban 8 német katona esett el. 1946-ban egy jégeső teljesen elpusztította a termést. 1961-ben az utolsó zsúpfedeles tetőt is modernebbre cserélték. Az 1972-es községösszevonáskor Altendorf önálló maradt. 1976-ban bezárták az elemi iskolát.  

## Lakosság
Az altendorfi önkormányzat területén 2019 januárjában 331 fő élt. A lakosságszám 1971 óta többé-kevésbé gyarapodó tendenciát mutat. 2017-ben a helybeliek 94,1%-a volt osztrák állampolgár; a külföldiek közül 4,5% az új EU-tagállamokból érkezett. 2001-ben a lakosok 88,6%-a római katolikusnak, 2,1% evangélikusnak, 7,8% pedig felekezeten kívülinek vallotta magát.   
A lakosság számának változása:
| Lakosok száma | 337  | 348  | 363  |
|               | 2016 | 2018 | 2023 |

## Látnivalók
- az 1800-ban épült barokk-klasszicista útmenti kápolna

## Fordítás
- Ez a szócikk részben vagy egészben  az   Altendorf (Niederösterreich) című német Wikipédia-szócikk ezen változatának fordításán alapul.  Az eredeti cikk szerkesztőit annak laptörténete sorolja fel. Ez a jelzés csupán a megfogalmazás eredetét és a szerzői jogokat jelzi, nem szolgál a cikkben szereplő információk forrásmegjelöléseként.